# 伊丹勝守
伊丹 勝守（いたみ かつもり）は、甲斐徳美藩の第4代（最後）の藩主。

## 生涯
延宝元年（1673年）、第3代藩主・伊丹勝政の長男として生まれる。勝政が48歳と高齢になってから生まれた初めての男児だったため、勝政は養子に迎えていた弟の勝久を廃嫡して勝守を世子にしている。元禄4年（1691年）、父の死去により家督を継いだ。
しかし元禄11年（1698年）9月15日、厠で自害して果てた。享年26。自害に及んだ理由は狂気といわれており、『廃絶禄』には「9月15日、26歳で失心。厠にて自害す。よって領地を収らる」とある。こうして徳美藩伊丹氏は改易となった。娘が1人あり、叔父の大村藩主大村純長の配慮により、同藩士福田長兵衛の妻となった。